# Joel Dreessen
Joel Dreessen (Ida Grove, 26 luglio 1982) è un giocatore di football americano statunitense che ha giocato nel ruolo di tight end per i Denver Broncos della National Football League (NFL). Fu scelto nel corso del quinto giro (198º assoluto) del Draft NFL 2005 dai New York Jets. Al college ha giocato a football all’Università statale del Colorado.

## Carriera professionistica

### New York Jets
Dreessen fu scelto dai Jets nel quinto giro del Draft 2005. Nella sua stagione da rookie disputò 14 partite, nessuna delle quali come titolare, ricevendo 5 passaggi per 41 yard.

### Houston Texans
Dopo un anno di inattività, nel 2007 si unì agli Houston Texans. Il 28 ottobre 2007, Joel Dreessen segnò il suo primo touchdown su ricezione, su un passaggio da 28 yard nel quarto periodo dal quarterback Sage Rosenfels in trasferta contro i San Diego Chargers .Dreessen rifirmò coi Texans nel 2009 un contratto triennale del valore di 3,6 milioni di dollari.
Verso la fine della stagione 2009, Dreessen divenne il tight end a causa dell'infortunio di Owen Daniels. Il primo touchdown della stagione lo segnò nell'ultima partita della stagione regolare contro i New England Patriots su un passaggio di Matt Schaub.

### Denver Broncos
Dreessen firmò coi Denver Broncos il 23 marzo 2012. Nella sua prima stagione in Colorado ricevette 356 yard e segnò 5 touchdown, coi Broncos che terminarono col miglior record della AFC ma furono eliminati nel divisional round dei playoff dai futuri campioni dei Baltimore Ravens.

## Vittorie e premi

### Franchigia
- American Football Conference Championship: 1

Denver Broncos: 2013

### Individuale
- Ed Block Courage Award (2010)

## Statistiche
| Partite totali         | 120   |
| Partite da titolare    | 49    |
| Ricezioni              | 158   |
| Yard su ricezione      | 1.767 |
| Touchdown su ricezione | 19    |

Statistiche aggiornate alla stagione 2013